# Thomas Orde-Lees
Thomas Hans Orde-Lees (1877–1958) fue un miembro de la Expedición Imperial Transantártica de Sir Ernest Shackleton de 1914-1917, pionero en el campo del paracaidismo, y fue uno de los primeros no nacidos en Japón en escalar el Monte Fuji en invierno.

## Juventud
Thomas Hans Orde-Lees nació el 23 de mayo de 1877, oficialmente durante las vacaciones de sus padres en Aquisgrán en lo que entonces era Prusia. De hecho fue el hijo ilegítimo de Thomas Orde Hastings Lees, un ex-abogado y el Jefe de Policía de Northampton, y Ada Mary Pattenden (1852–1932), hija del Reverendo Canónigo George Edwin Pattenden, director de la escuela secundaria de Boston. Ada fue enviada a la casa del hermano de Thomas en Aquisgrán para el nacimiento.
La familia Lees era acomodada, que vivía en la casa del jefe de policía de Northampton con un número de sirvientes. La esposa de Thomas padre, Grace Lees (née Bateman), acordó hacerse cargo del joven Thomas como propio. Ella se hizo madrina del sobrino de Ada, Frederick Geoffrey Lees Johnson (1880-1951), un acuerdo que garantizaba a Grace, Ada y el Mayor Thomas reunirse con regularidad. Ada se casó con Arthur John Coleridge Mackarness, un abogado, en 1890. Después de la muerte de Thomas padre en 1924, Grace se instaló con Arturo y Ada Mackarness en Petersfield. Thomas hijo se mantuvo con su madre biológica hasta su muerte en 1932.
Orde-Lees fue educado en Marlborough College, la Real Academia Naval en Gosport (cuyo director era el hermanastro de Ada, Frederick George Johnson) y la Academia Militar de Sandhurst. Se unió a la Marina Real, llegó a alcanzar el rango de teniente coronel. En 1900 fue destinado a China y actuó durante la Rebelión de los bóxers.

## Expedición Imperial Transantártica
En 1910 Orde-Lees solicitó un puesto en la expedición Terra Nova de Scott, pero fue rechazado. Cuando Shackleton estaba organizando la Expedición Imperial Transantártica, decidió que necesitaba un representante de la Royal Navy con el fin de obtener apoyo político y militar a la expedición. Orde-Lees como un experto esquiador y mecánico, después de que Shackleton obtuvo el permiso de Churchill, Orde-Lees fue liberado de sus deberes militares y se le permite unirse a la expedición como tendero.
A bordo del barco resultó impopular con el resto de la tripulación - tenía una manera hosca, condescendiente y descaradamente perezoso. Sin embargo, era un tendero eficiente. Él tenía un gran interés en el estado físico y llevó su bicicleta en la expedición, después de que el barco quedó atrapado en el hielo, frecuentemente realizaba viajes en bicicleta en el hielo. Shackleton le ordenó no abandonar el barco sin compañía, después se perdió durante la búsqueda de alimento, y se encontró con una feroz foca leopardo. Sus gritos atrajeron a Frank Wild (segundo al mando) de su tienda, y disparó a la foca. No fue hasta que la foca estuvo a 10 metros de distancia de Frank Wild, que fue sacrificada.
Cuando el Endurance fue aplastado por la pack ice, Shackleton se llevó los tres botes salvavidas y llevó a los hombres sobre el hielo a aguas abiertas, donde usaron los botes para viajar a isla Elefante. Orde-Lees fue asignado a la Dudley Docker bajo el mando de Frank Worsley, pero no quiso arrimar el hombro con los otros hombres cuando una tormenta amenazaba con hundir la nave. A pesar de las órdenes de Worsley, se metió en su saco de dormir en lugar de ayudar con el remo, a pesar de que inmediatamente emprendió labores de rescate extenuantes y prolongadas, achicar agua, cuando parecía que el barco iba a hundirse.
Una vez que los botes habían llegado a la isla Elefante, Shackleton y cinco hombres salieron para Georgias del Sur en el James Caird para ir a buscar ayuda. Los hombres restantes, incluyendo Orde-Lees, debían pasar meses viviendo en los otros dos botes, volcados y reforzados con piedras y encendieron las lámparas de sebo. Fueron rescatados finalmente por la escampavía chilena Yelcho, comandada por Luis Pardo Villalón, el 30 de agosto de 1916. Por su parte en la expedición de Orde-Lees recibió la Medalla Polar.

## Después de la expedición

### Paracaidista
Al regreso de Orde-Lees a Inglaterra, la Primera Guerra Mundial se estaba librando. Después de servir en el Frente Occidental en Balloon Corps, Orde-Lees, con la asistencia de Shackleton, se aseguró un lugar en la Royal Flying Corps donde se convirtió en un entusiasta defensor del uso del paracaídas. Saltó del Tower Bridge en el río Támesis para demostrar su eficacia y como consecuencia una división del paracaídas se formó con Orde-Lees al mando. Después de la guerra, renunció a su comisión (según se informa en lugar de enfrentar una Corte Marcial después de su participación en un curso de paracaidismo para las mujeres patrocinados por la Daily Mail) y se trasladó a Japón, donde enseñó técnicas de paracaidismo para la Fuerza Aérea Japonesa.

### Japón: Monte Fuji
En Japón, Orde-Lees es más conocido por sus escaladas de invierno al Monte Fuji. Después de un fallido intento en enero de 1922, Orde-Lees y una compañía de montañismo, H.S. Crisp, exitosamente hizo cumbre en el icónico estratovolcán el 12 de febrero de 1922.
Después de cesar en sus entrenamientos de paracaidismo, Orde-Lees siguió viviendo en Tokio. Trabajó un tiempo como corresponsal deThe Times, que lo llevó a una cita en la Embajada Británica. Su primera esposa había muerto, se volvió a casar con una mujer japonesa, Hisako Hoya. Pasó casi 20 años enseñando Inglés y leyendo las noticias en inglés en la radio.

### Nueva Zelanda
Cuando Japón entró en Segunda Guerra Mundial en 1941, Orde-Lees, como extranjero residente y ciudadano de una potencia enemiga, se le permitió salir con su familia, se mudaron a Wellington, Nueva Zelanda. Allí tomó un trabajo de baja categoría en la Escuela por Correspondencia de Nueva Zelanda, aunque hubo rumores de que estaba trabajando como un espía para el Gobierno británico. Después de la guerra, escribió una columna periódica de viajes para niños en el Periódico Southern Cross y ayudó a organizar la Expedición Trans-Antártica de la Commonwealth.
Murió el 1 de diciembre de 1958 después de ser confinado a un hospital psiquiátrico debido a su demencia. Está enterrado en el cementerio Karori, Wellington, cerca de compañero de tripulación del Endurance, Harry McNish.